# Doğan Sel
Doğan Sel (* 1. Dezember 1936; † 9. November 2015 in Istanbul) war ein türkischer Fußballspieler.

## Sportliche Karriere

### Im Verein
Doğan Sel begann seine Karriere bei Fatih Karagümrük SK. Der Abwehrspieler spielte dort bis 1963. Vor Beginn der Saison 1963/64 wechselte er zu Galatasaray Istanbul. Mit den Gelb-Roten gewann Sel in seiner ersten Saison den türkischen Fußballpokal. In den Spielzeiten 1964/65 und 1965/66 hieß der Pokalsieger ebenfalls Galatasaray.
Nach fünf Jahren im Trikot der Gelb-Roten wechselte Doğan Sel zu Vefa Istanbul. Im Sommer 1972 beendete er seine Karriere.

### In der Nationalmannschaft
Für die Türkei spielte Doğan Sel von 1964 bis 1965.

## Erfolge
Galatasaray Istanbul
- Türkischer Fußballpokal: 1964, 1965, 1966